# Abradate
Abradate (in greco antico Ἀβραδάτας, in latino Abradates; ... – 546 a.C.) è stato un principe persiano della Susiana e visse durante la metà del sesto secolo a.C..

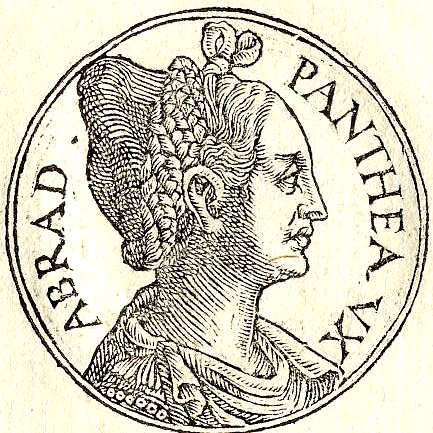
Pantea, moglie di Abradate. Ritratto immaginario a incisione del 1553, pubblicato nei Promptuarii Iconum Insigniorum da Guillaume Rouillé.

Avversò in un primo tempo Ciro il Grande, ma in seguito, convinto dalla moglie Pantea, divenne suo alleato; partecipò con Ciro alla guerra contro Creso durante la quale trovò la morte probabilmente nel 546 a.C. La moglie Pantea, a causa del dolore, si uccise sul cadavere dello sposo.

## Fonti

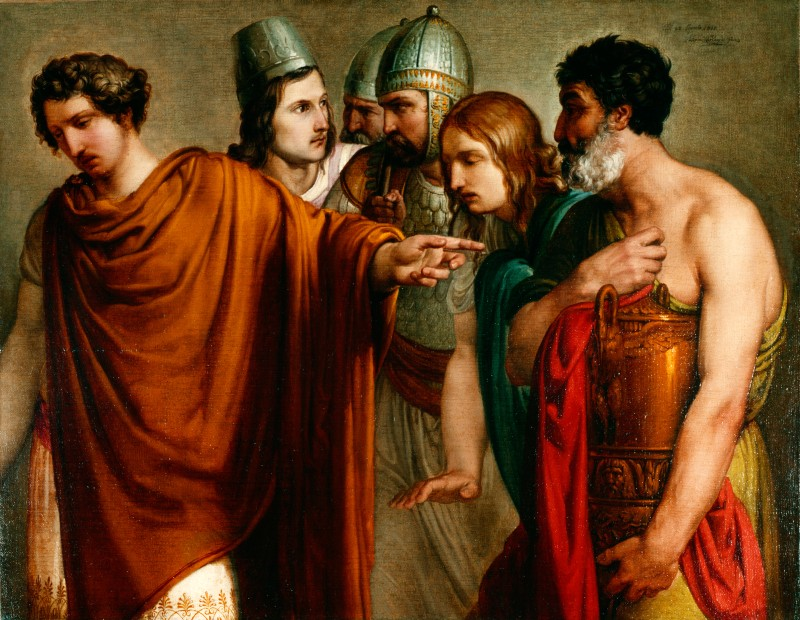
Francesco Hayez, La morte di Abradate (1813; Milano, Gallerie d'Italia - Milano).

- Ciropedia, di Senofonte